# Wilhelm Pfotenhauer

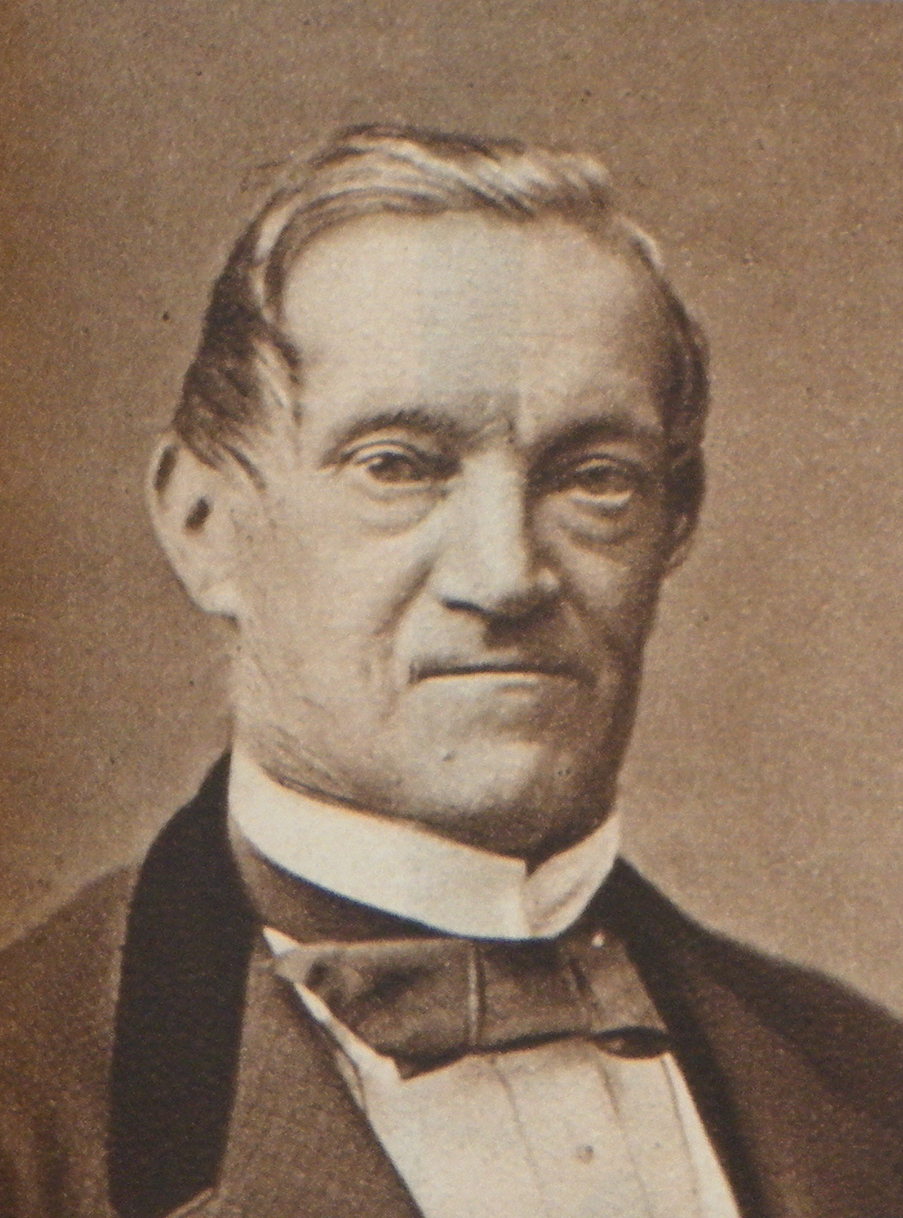
Wilhelm Pfotenhauer

Friedrich Wilhelm Pfotenhauer (* 30. November 1812 in Hohenstein; † 2. April 1877 in Dresden) war Dresdens erster Oberbürgermeister und Abgeordneter des Sächsischen Landtags.

## Leben und Wirken
Pfotenhauer besuchte als Kind die Kreuzschule in Dresden. In Leipzig studierte Pfotenhauer Rechtswissenschaft und arbeitete nach seinem Studium als Advokat. Er wurde 1842 zum Bürgermeister von Glauchau gewählt. Während dieser Zeit wurde er in die Glauchauer Freimaurerloge Zur Verschwisterung der Menschheit aufgenommen.
1848 wurde er im 14. städtischen Wahlkreis (Glauchau, Meerane, Hohenstein) als linker Abgeordneter in die II. Kammer des Sächsischen Landtags gewählt, wo er zum Vizepräsidenten seiner Kammer gewählt wurde. Am 23. August 1848 wurde er vom Dresdner Rat zum ersten Stadtrat gewählt. Am 2. Januar 1849 bekam er kommissarisch das Amt des Bürgermeisters von Dresden übertragen, da sein Vorgänger verstorben war. Während des Dresdner Maiaufstands verweigerte Pfotenhauer gemeinsam mit zwei Stadträten die Übergabe des Rathauses an die Aufständischen. Trotz dieses Verhaltens wurde er wegen Kontakten zu den Aufständischen als Hochverräter angeklagt, da er Mitglied des sogenannten Sicherheitsausschusses war. Obwohl das Verfahren später eingestellt wurde, hielt König Friedrich August II. vorerst an seinem Argwohn gegenüber Pfotenhauer fest. 
Trotzdem wählte der Stadtrat Pfotenhauer noch vor Abschluss des Verfahrens am 16. Juli 1850 offiziell zum Bürgermeister. König Friedrich August II. akzeptierte diese Wahl. Am 3. November 1853 ernannte er Pfotenhauer sogar zum ersten Oberbürgermeister Dresdens. Von Amts wegen war er von 1850 bis zu seinem Tod Mitglied der I. Kammer des Sächsischen Landtags, in der er ab 1863 auch als Vizepräsident fungierte.
Während Pfotenhauers Amtszeit verdoppelte sich Dresdens Einwohnerzahl von knapp 100.000 auf rund 200.000. Die Industrialisierung schritt voran, Firmen wie Villeroy & Boch, Eschenbach und die Brauerei Felsenkeller wurden gegründet beziehungsweise siedelten sich an. Darüber hinaus trieb Pfotenhauer in Dresden den Eisenbahnbau voran. Während seiner Amtszeit wurde der Schlesische Bahnhof eingeweiht; an diesem Standort wurde später der Bahnhof Dresden-Neustadt gebaut. Die Marienbrücke wurde errichtet. 1861 wurde der Zoo Dresden eröffnet.

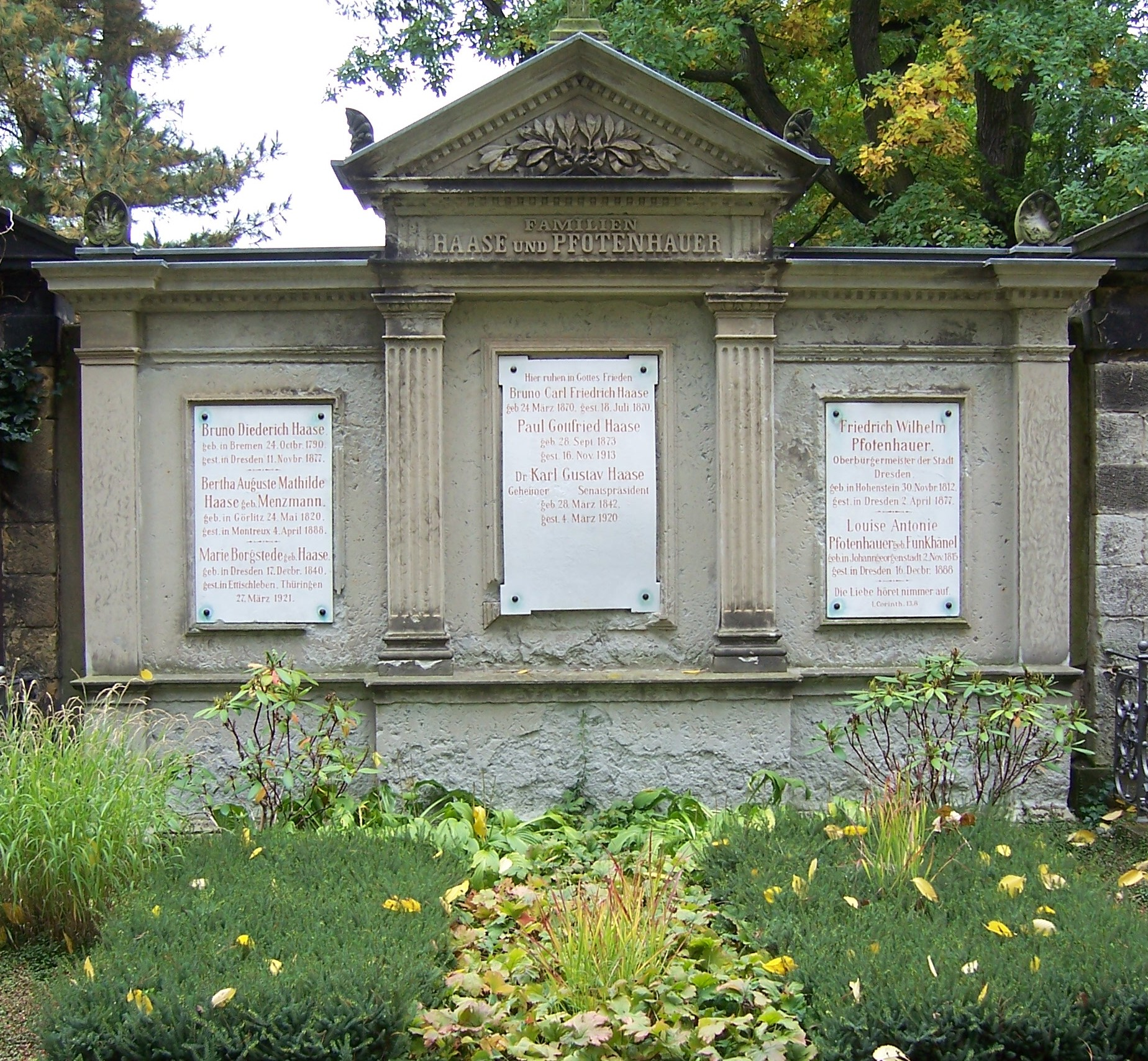
Grab von Friedrich Wilhelm Pfotenhauer auf dem Johannisfriedhof in Dresden.

Am 2. April 1877 starb Pfotenhauer an einem Gehirnschlag. Er wurde auf dem Dresdner Trinitatisfriedhof beigesetzt. 40.000 Dresdner gaben ihm das letzte Geleit. 1878 wurde im Stadtteil Johannstadt eine neu angelegte Straße nach ihm benannt. 1888 wurden seine Gebeine auf Wunsch seiner Familie auf den Johannisfriedhof im Stadtteil Tolkewitz umgebettet.
Aus seiner 1840 in Johanngeorgenstadt geschlossenen Ehe mit Louise Antonie (1815–1888), eine geborene Funkhänel, gingen vier Kindern, zwei Söhnen und zwei Töchtern, hervor. Ein Sohn und eine Tochter starben bereits kurz nach der Geburt. Sohn Paul Pfotenhauer (1842–1897) wurde Archivar und Historiker.

## Auszeichnungen
- Königlich Sächsischer Verdienstorden Kommandeurkreuz 2. Klasse
- Albrechtsorden Kommandeurkreuz 2. Klasse
- Königlich Preußischer Roter Adlerorden 3. Klasse
- Kaiserlich-Österreichischer Franz-Joseph-Orden Kommandeurkreuz 1. Klasse
- 1863 verlieh ihm der Großherzog von Sachsen-Weimar-Eisenach das Ritterkreuz 1. Klasse des Ordens der Wachsamkeit oder vom weißen Falken.[2]
- 1874 Ehrenbürger von Johanngeorgenstadt, für seinen Einsatz zur Bewilligung der Eisenbahnlinie Schwarzenberg-Johanngeorgenstadt
- 1848 Ehrenbürger von Glauchau